# Paleta de piedra

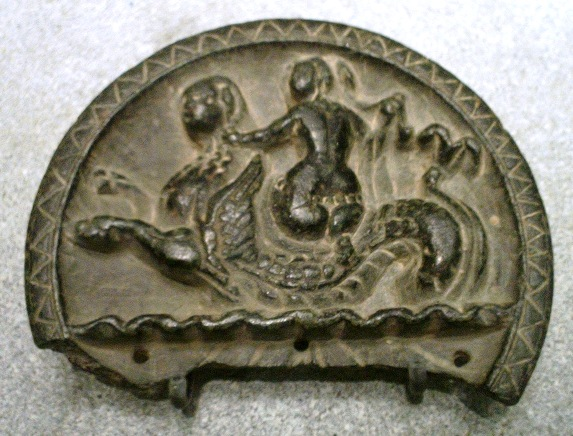
Paleta de piedra indogriega que representa una diosa helenística montando un monstruo marino Keto, Yacimiento de Sirkap.

La paleta de piedra son paletas redondas, encontradas en las zonas de Bactriana y Gandhara, que representan escenas de la mitología griega. Son ligeramente cóncavas y tienen los contornos decorados. Algunas de ellas se han atribuido al período indogriego entre los siglos II y I a. C.. La mayor parte se consideran posteriores, alrededor del siglo I, de la época del reino indo-parto. Desaparecieron después del siglo I. Muchas paletas de piedra se han encontrado en el yacimiento arqueológico de Sirkap, en el actual Pakistán.
Eruditos han sugerido que estas paletas se utilizaban para mezclar productos cosméticos —como las paletas cosméticas del antiguo Egipto—. El Museo del Antiguo Oriente pudo analizar los restos de sustancias adheridas a varias paletas de piedra, y resultaron ser polvos cosméticos de colores similares al colorete. Se descubrió un friso a Butkara que muestra una mujer usando un espejo mientras pone un dedo en una de estas paletas de piedra.

## Ejemplos

### Paletas divididas con forma de media luna

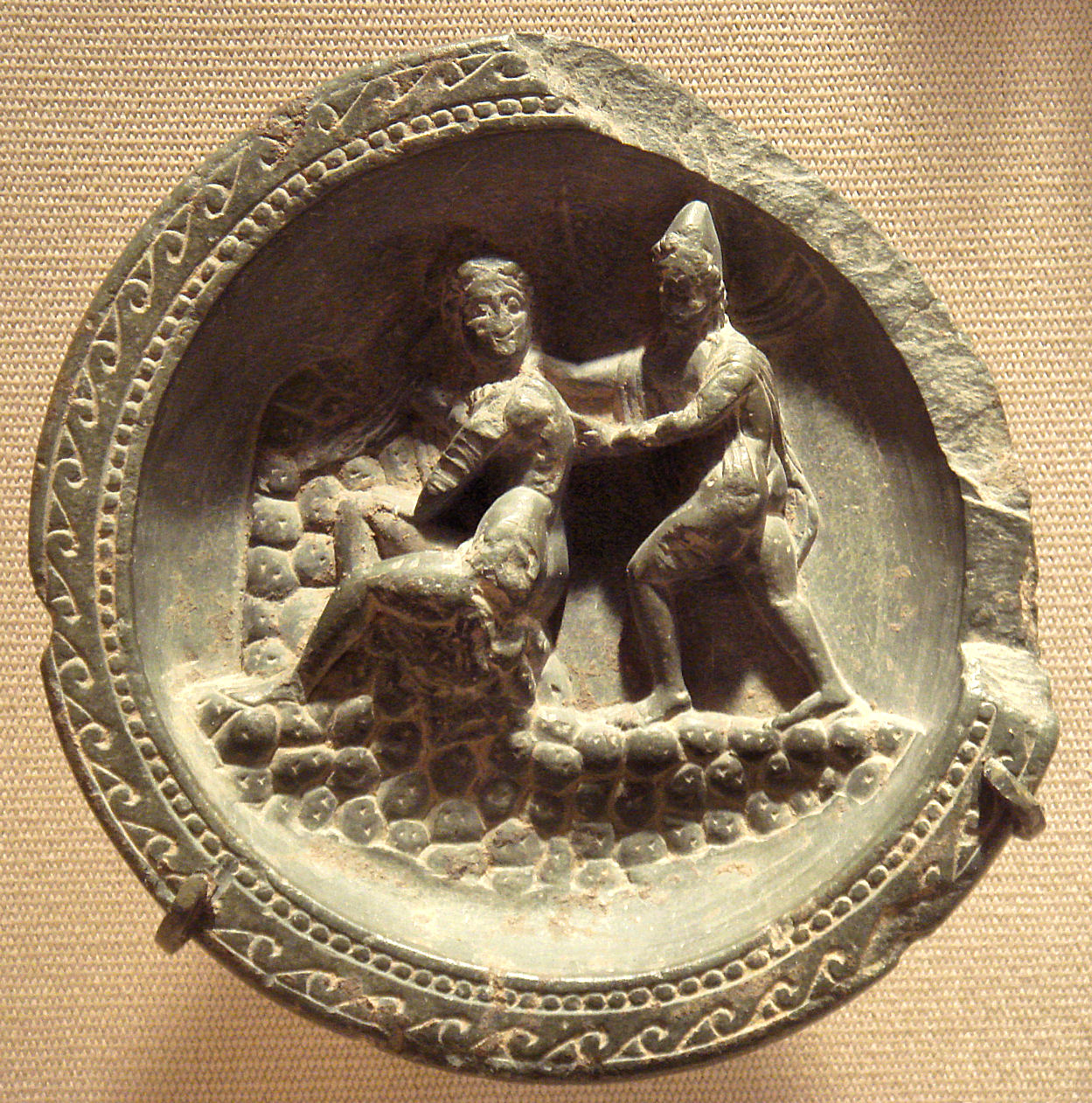
Apolo y Dafne..
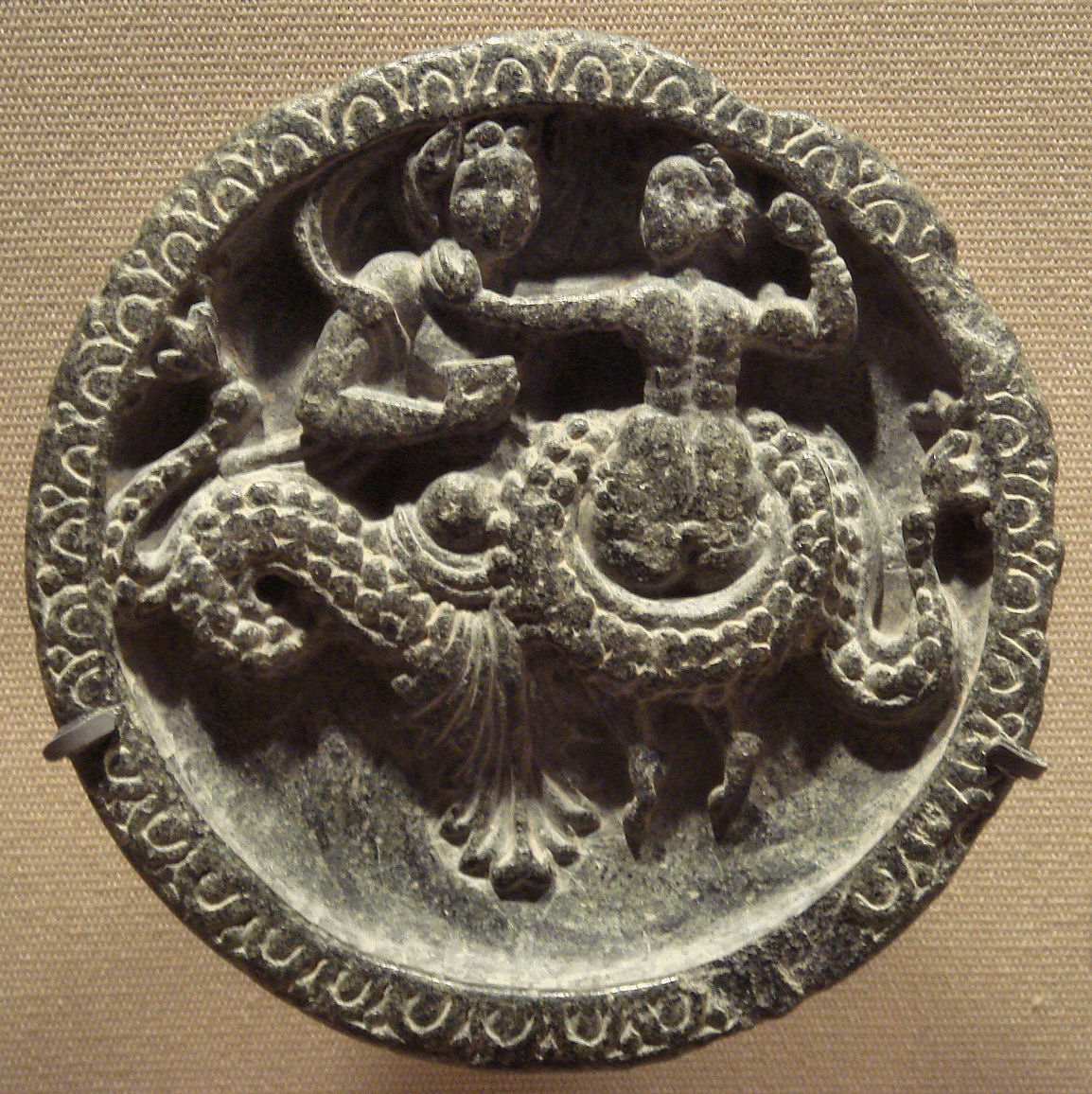
Pareja con una serpiente marina.
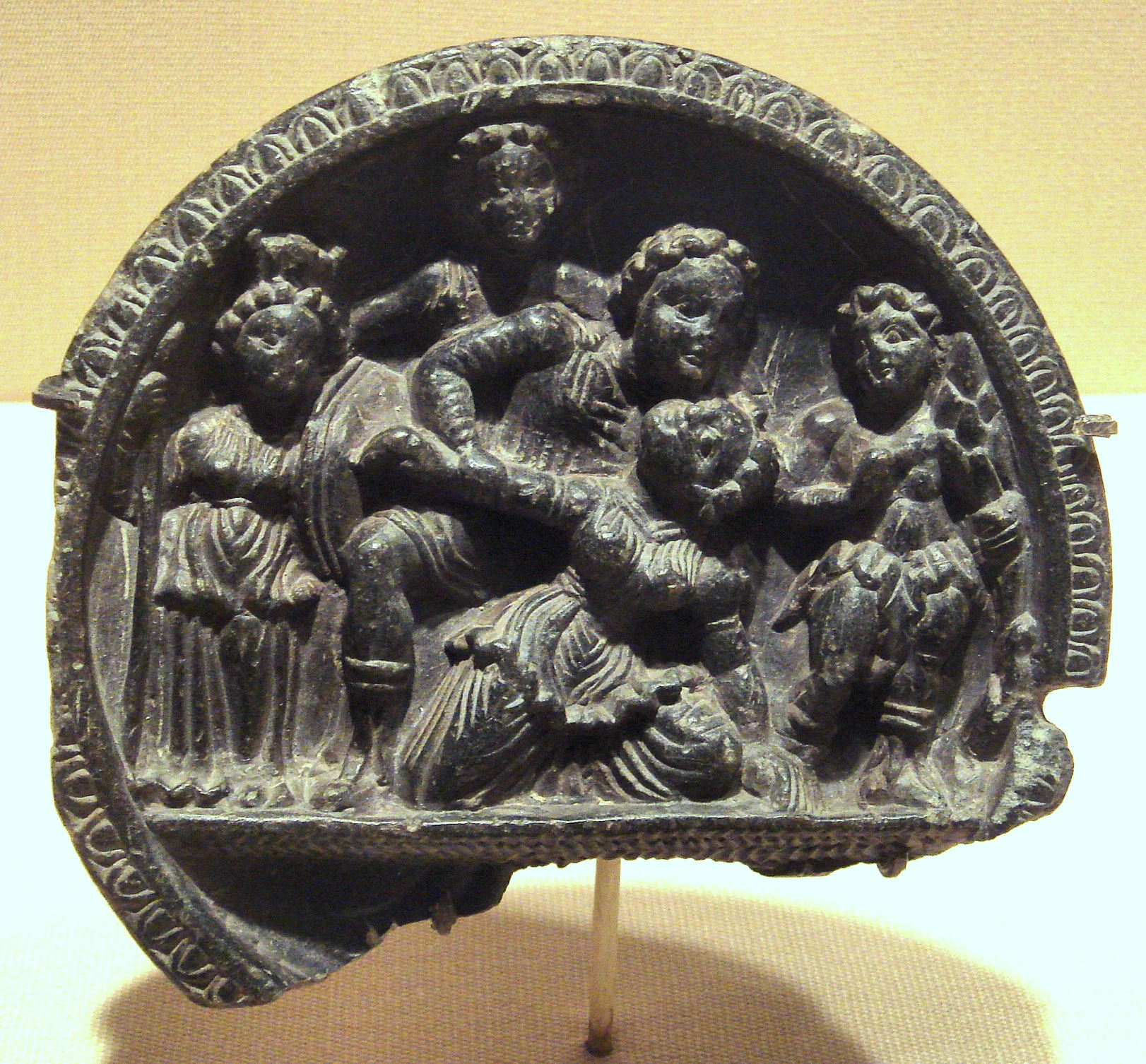
Escena mitológica con Atena y Heracles.
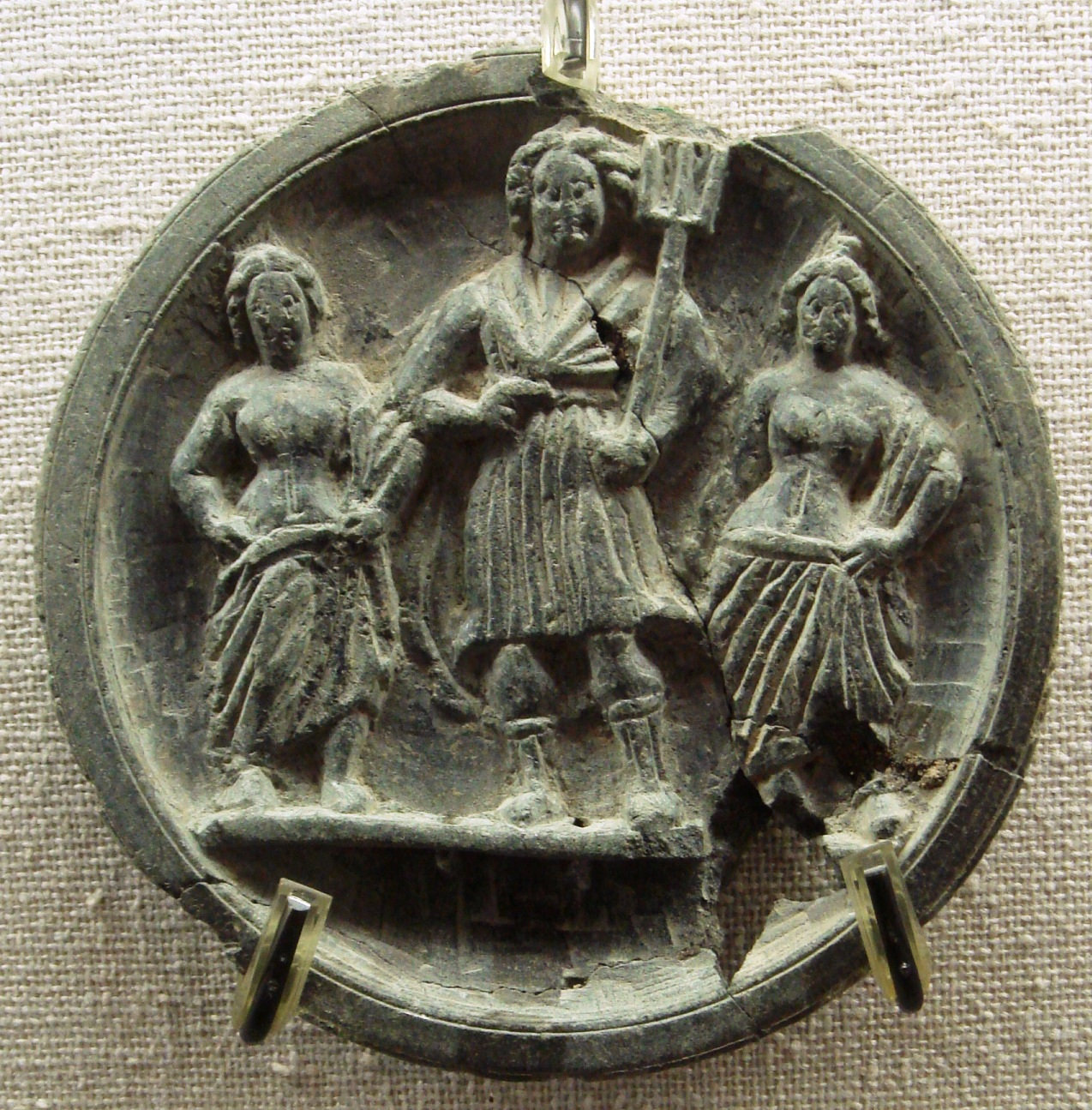
Poseidón con sirvientes.
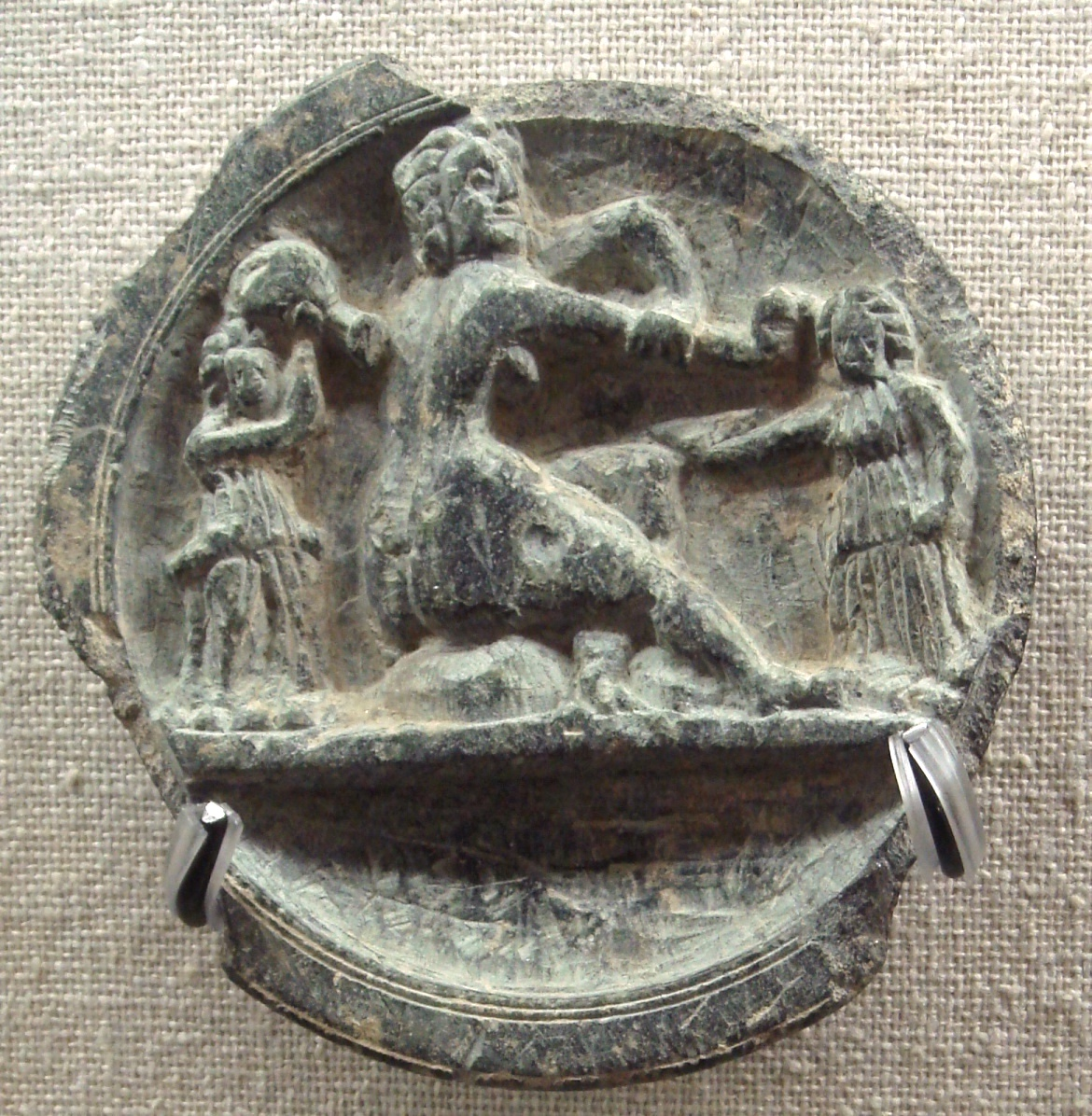
Afrodita en su baño.
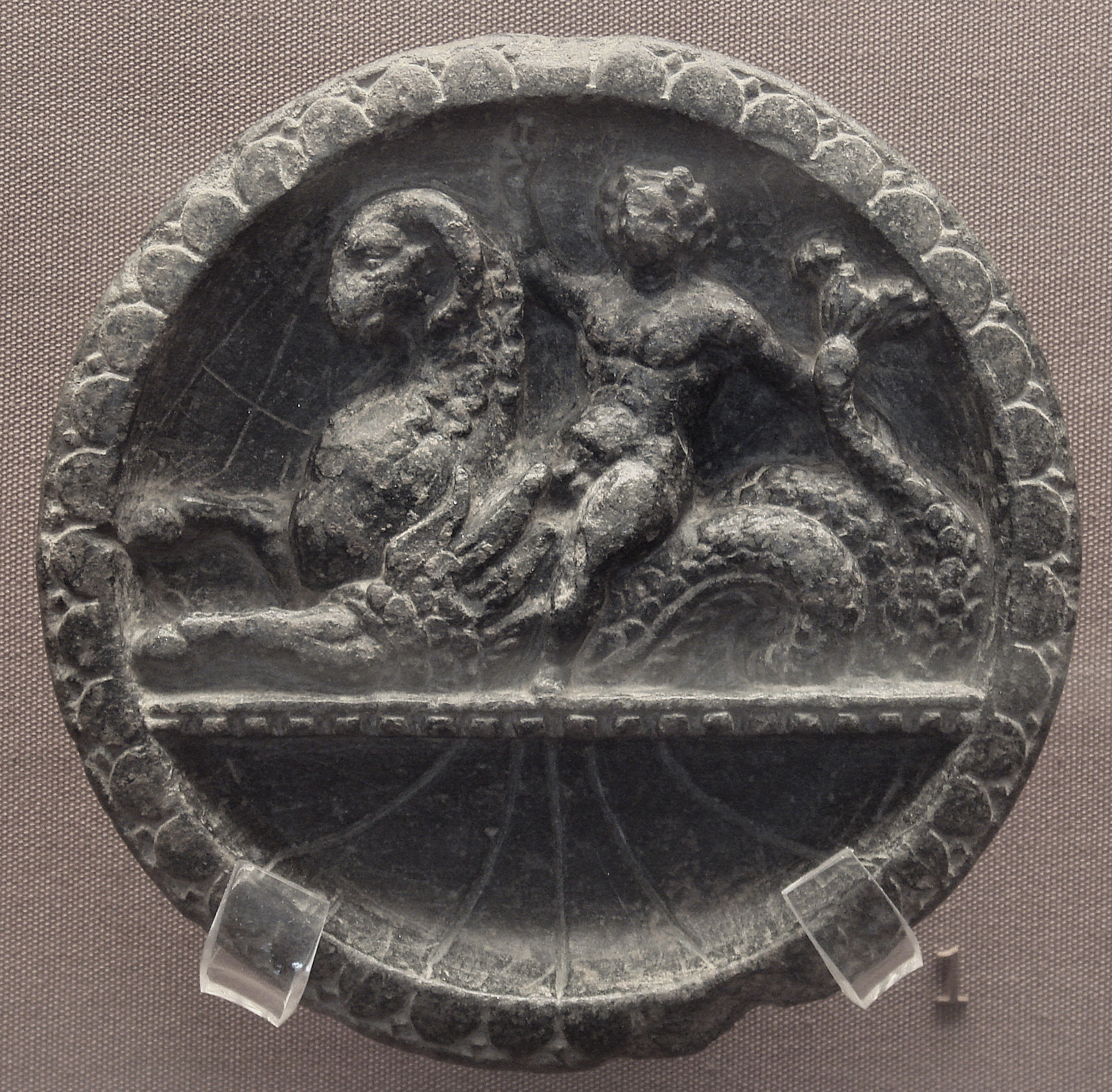
Hombre con una copa en la mano, montando el monstruo marino Keto.
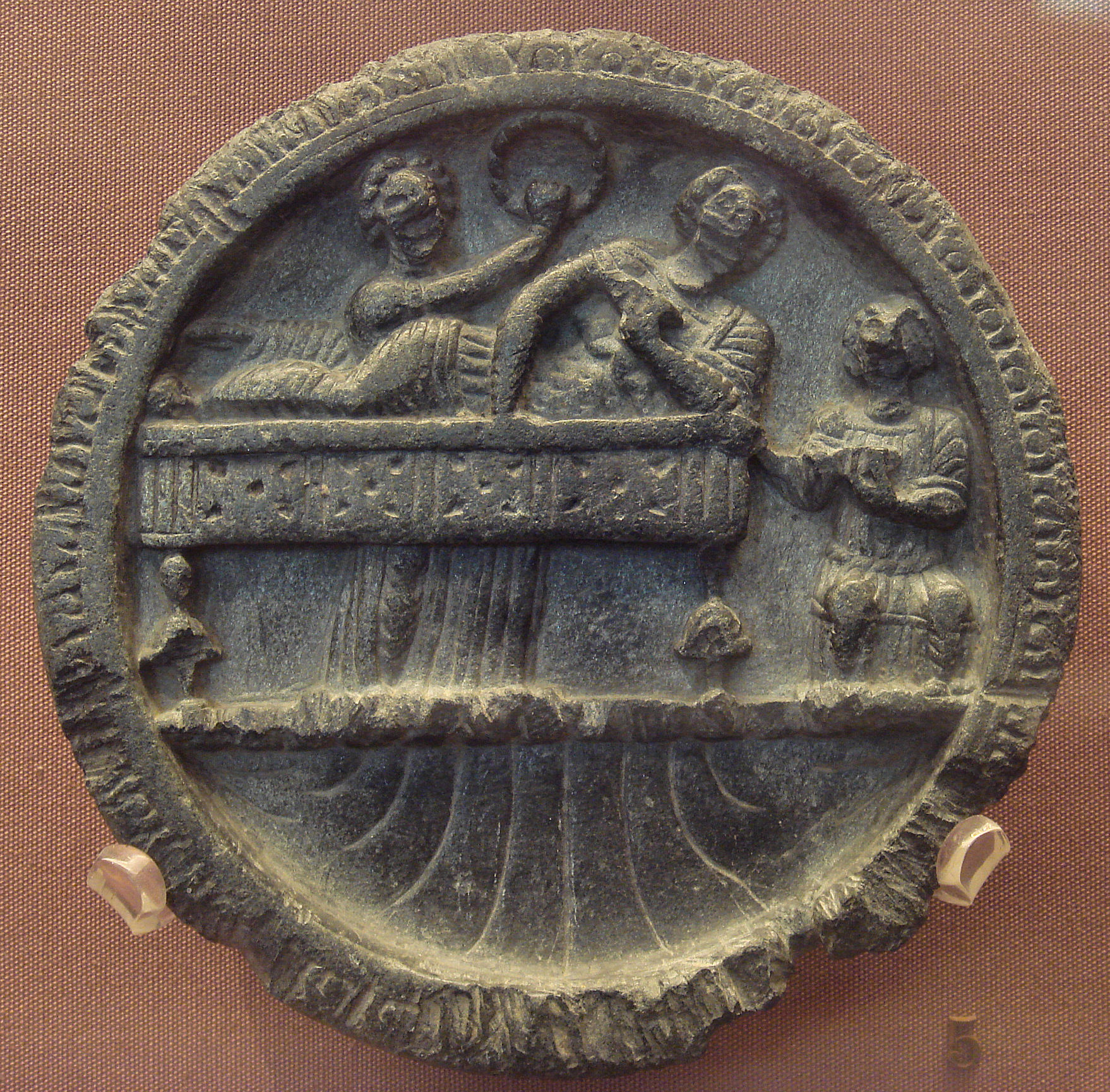
Banquete o escena funeraria.
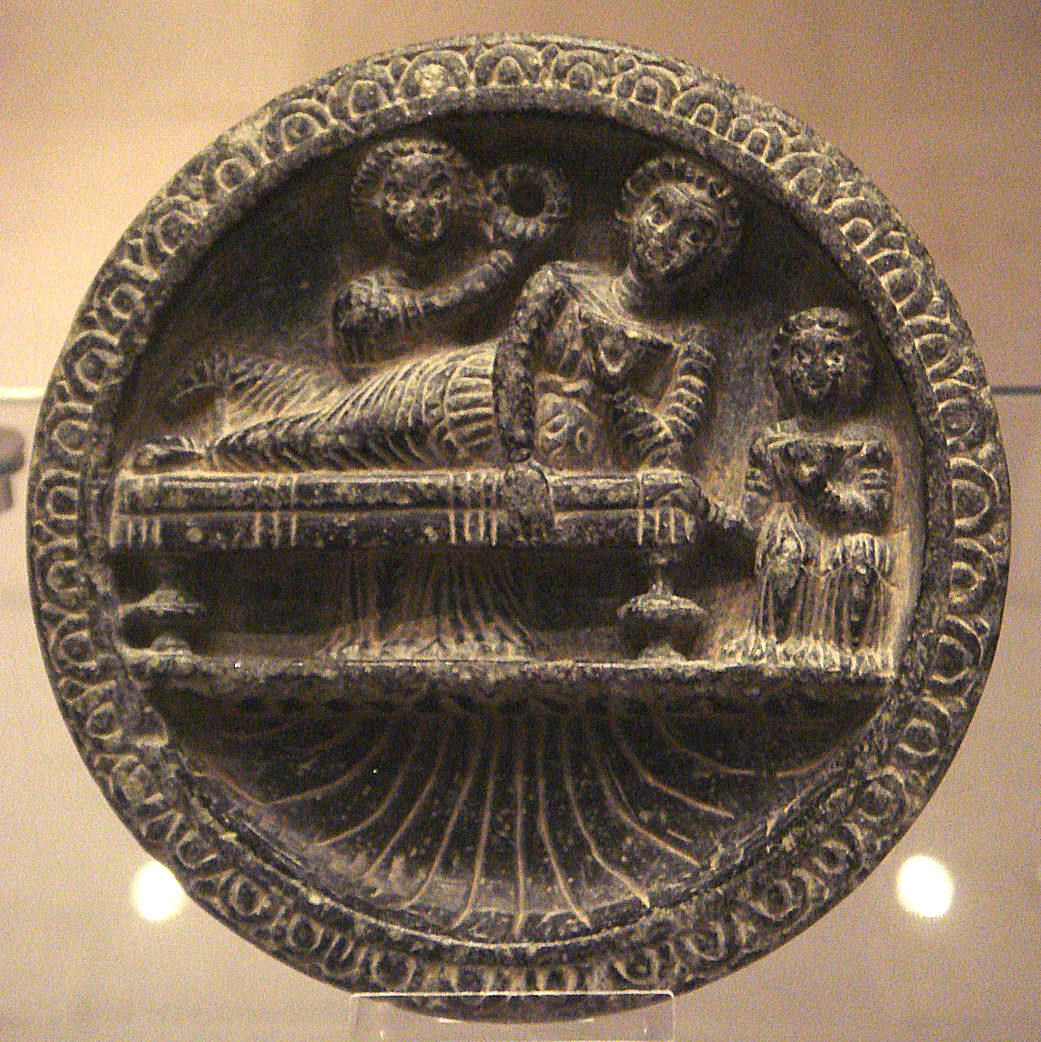
Banquete o escena funeraria.
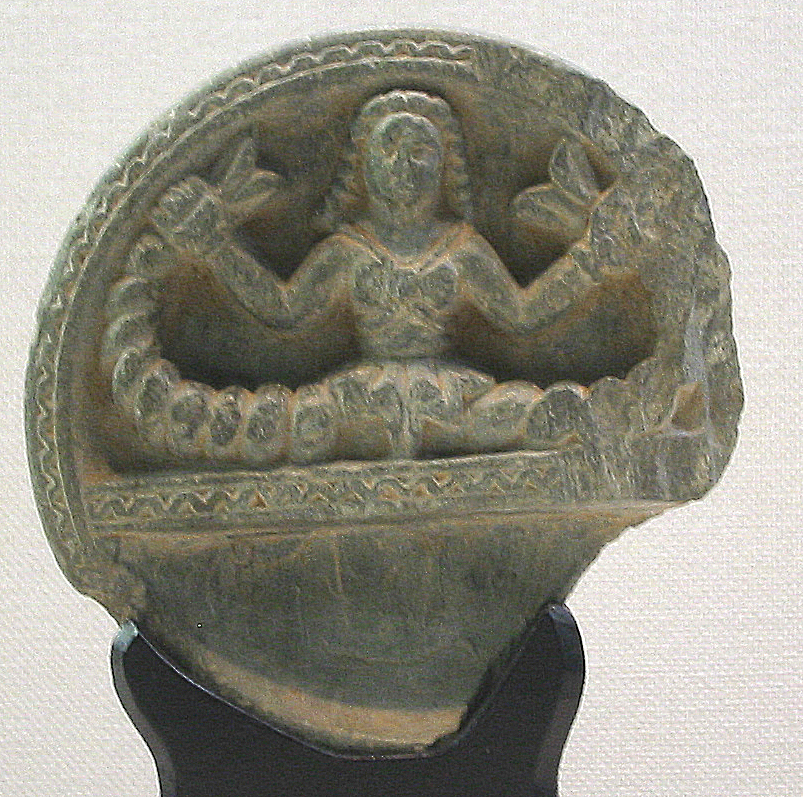
Tritón hembra, Museo Nacional de Tokio.
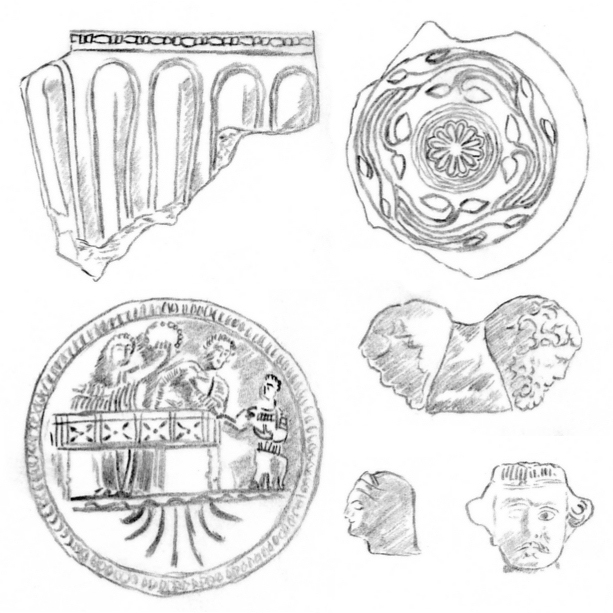
Paletas de piedra y otros artefactos encontrados en el nivel indogriego en Sikarp (Estrato 5).
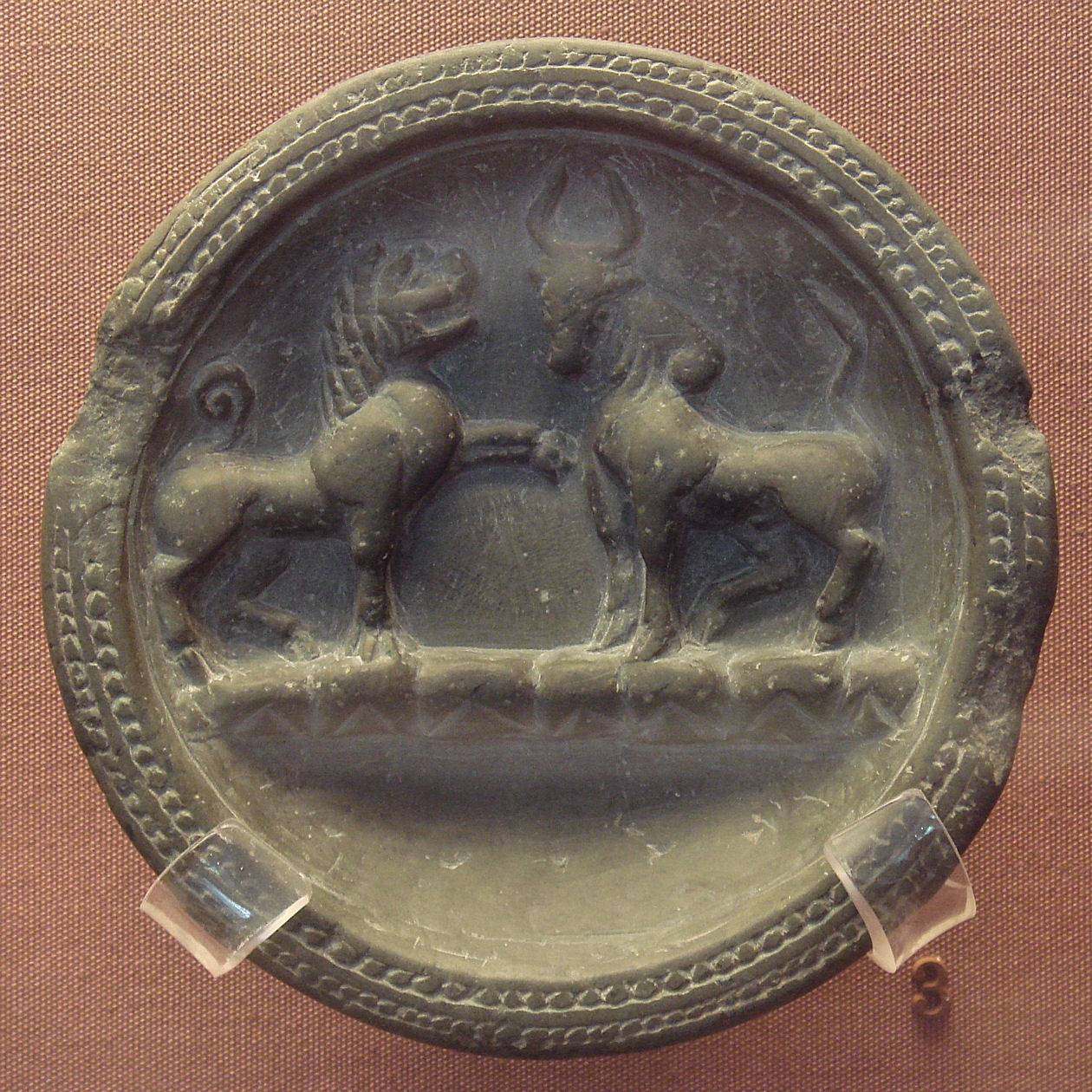
Animales amistosos.
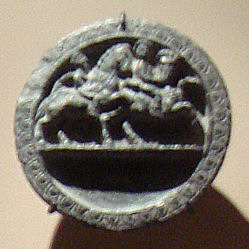
Paleta de piedra ecuestre, Gandhara.

### Con divisores en forma de T

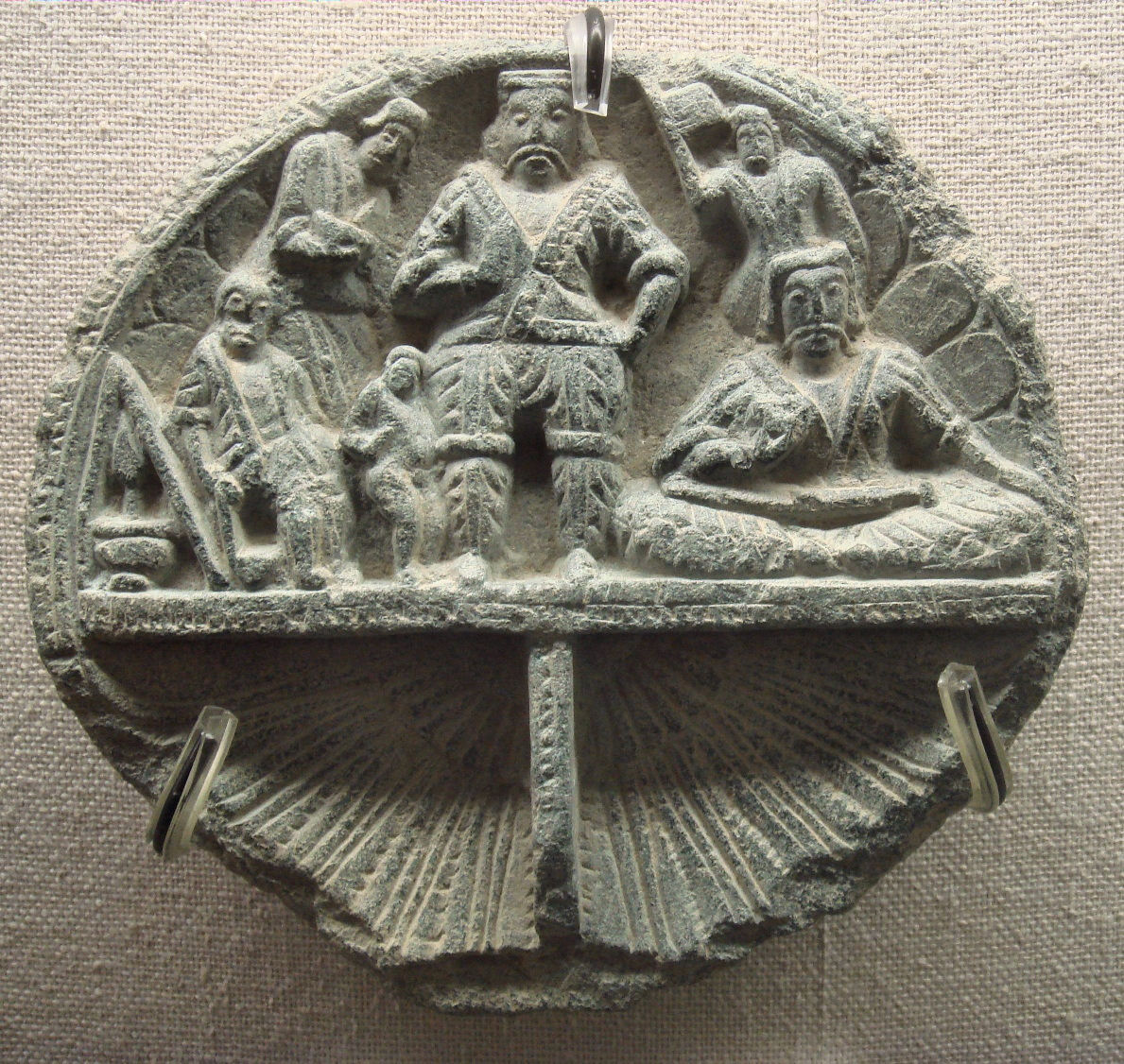
Rey indoparto y sirvientes.
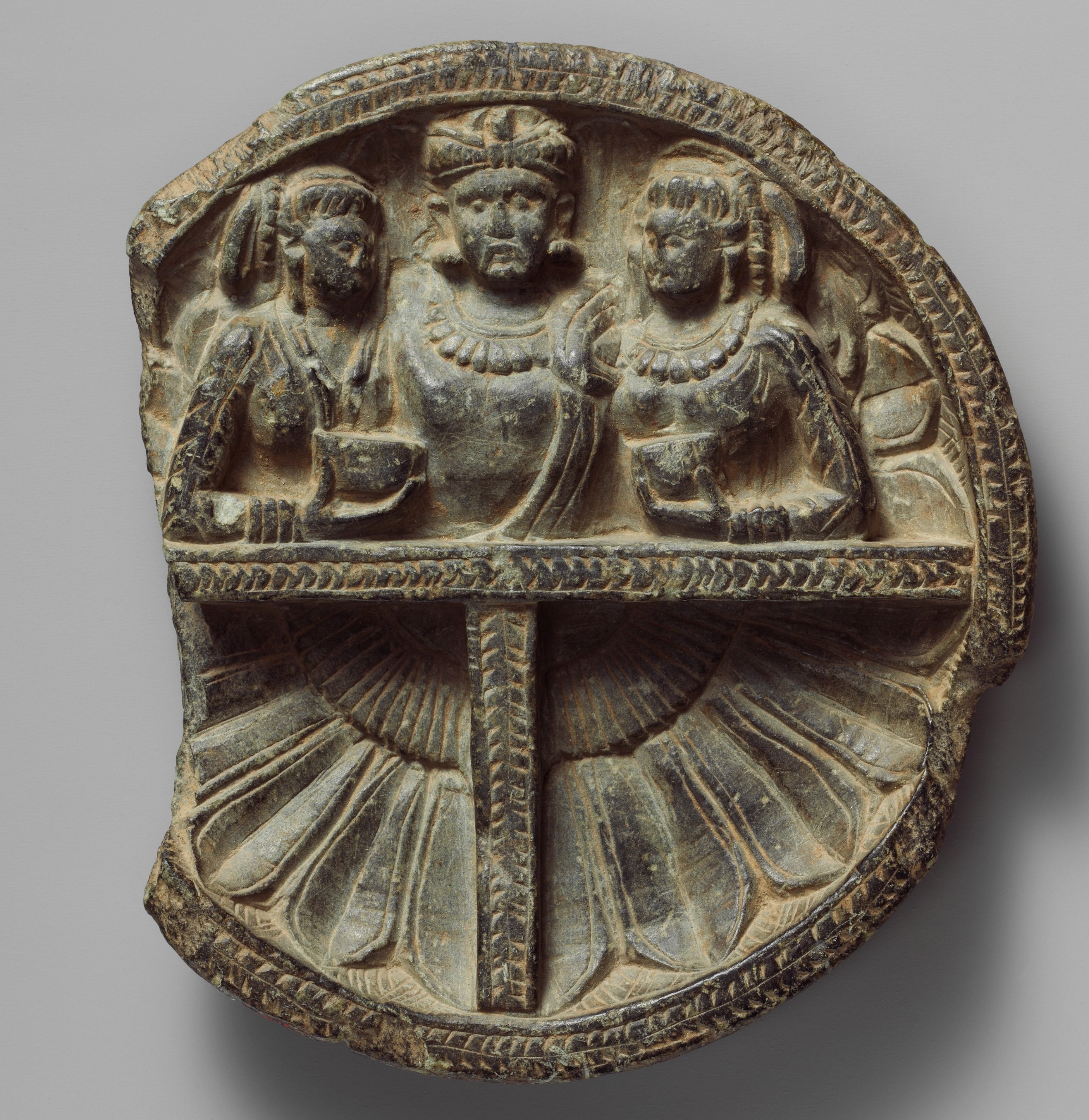
Noble indio con asistentes
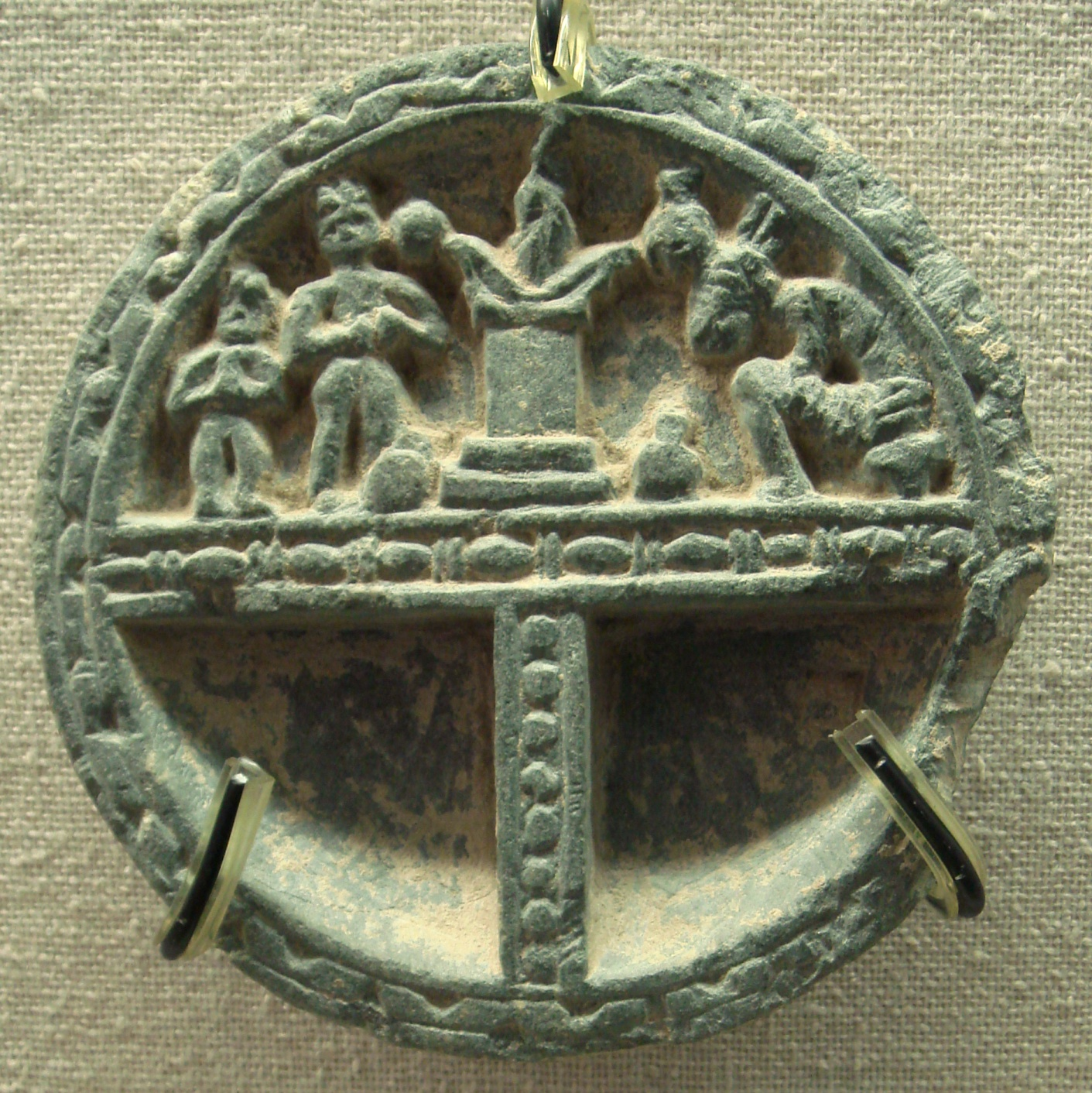
Posible fuego de culto con altar.
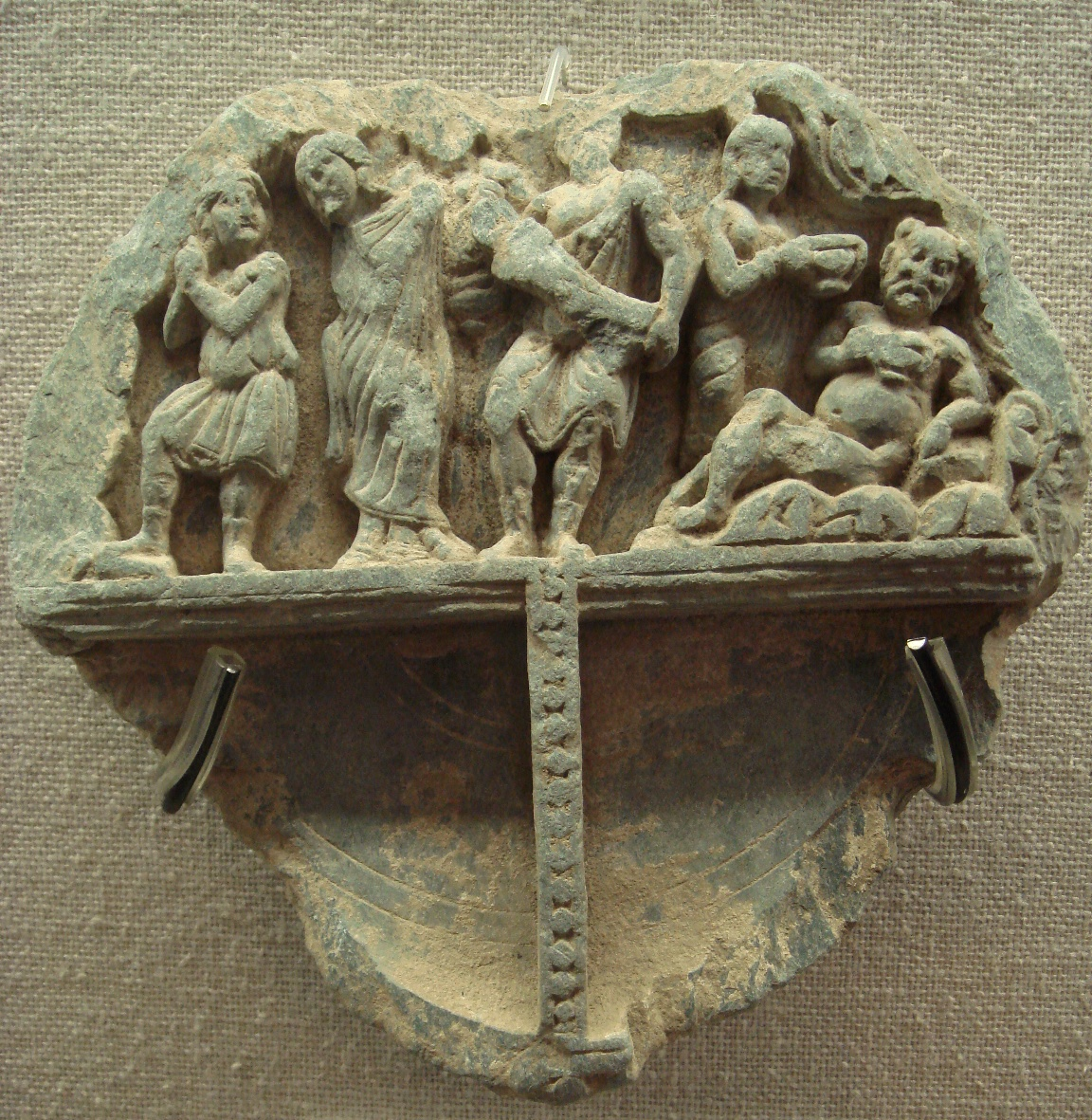
Fiesta con bebida indogriega.
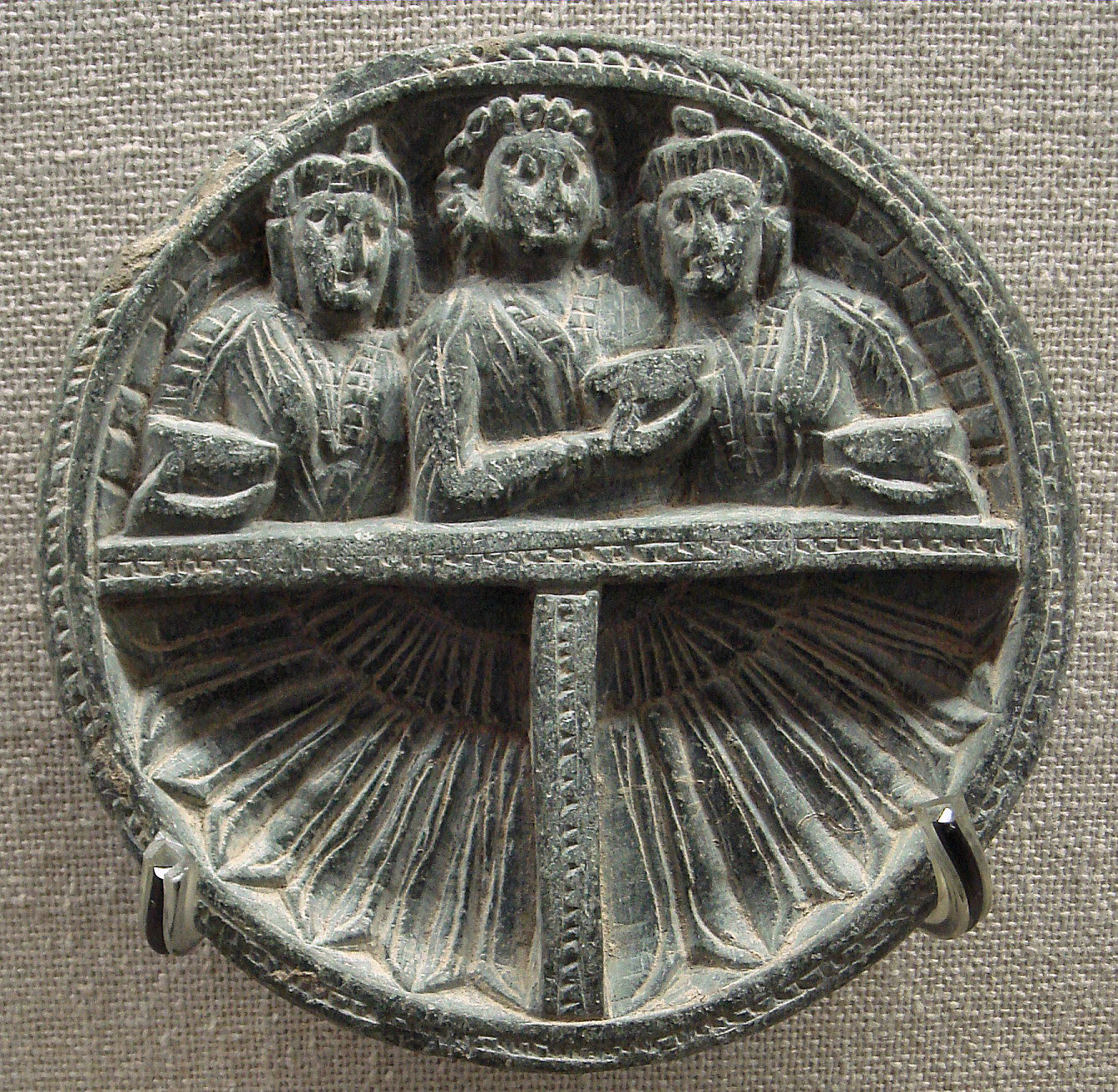
Fiesta indoparto.
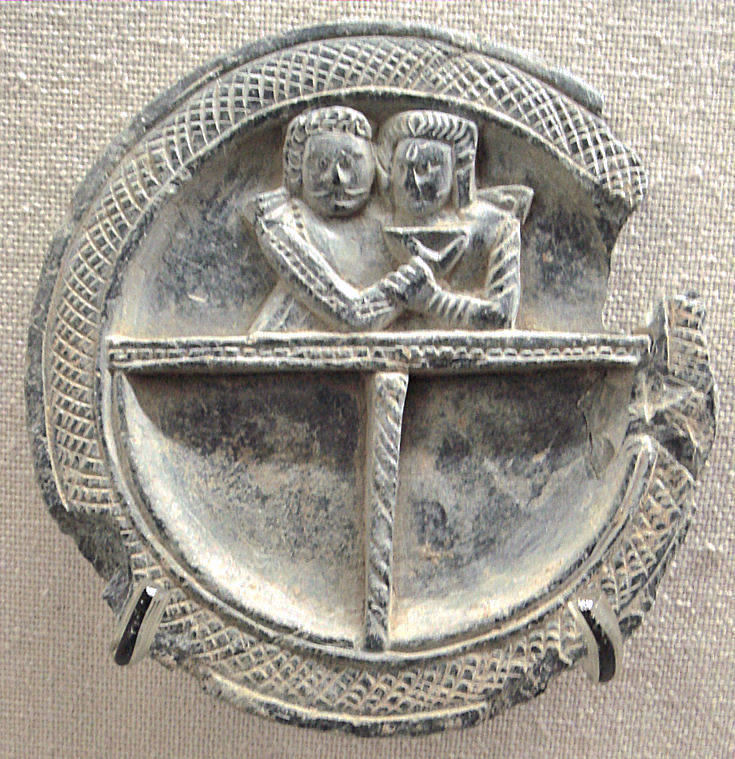
Pareja indoparto.
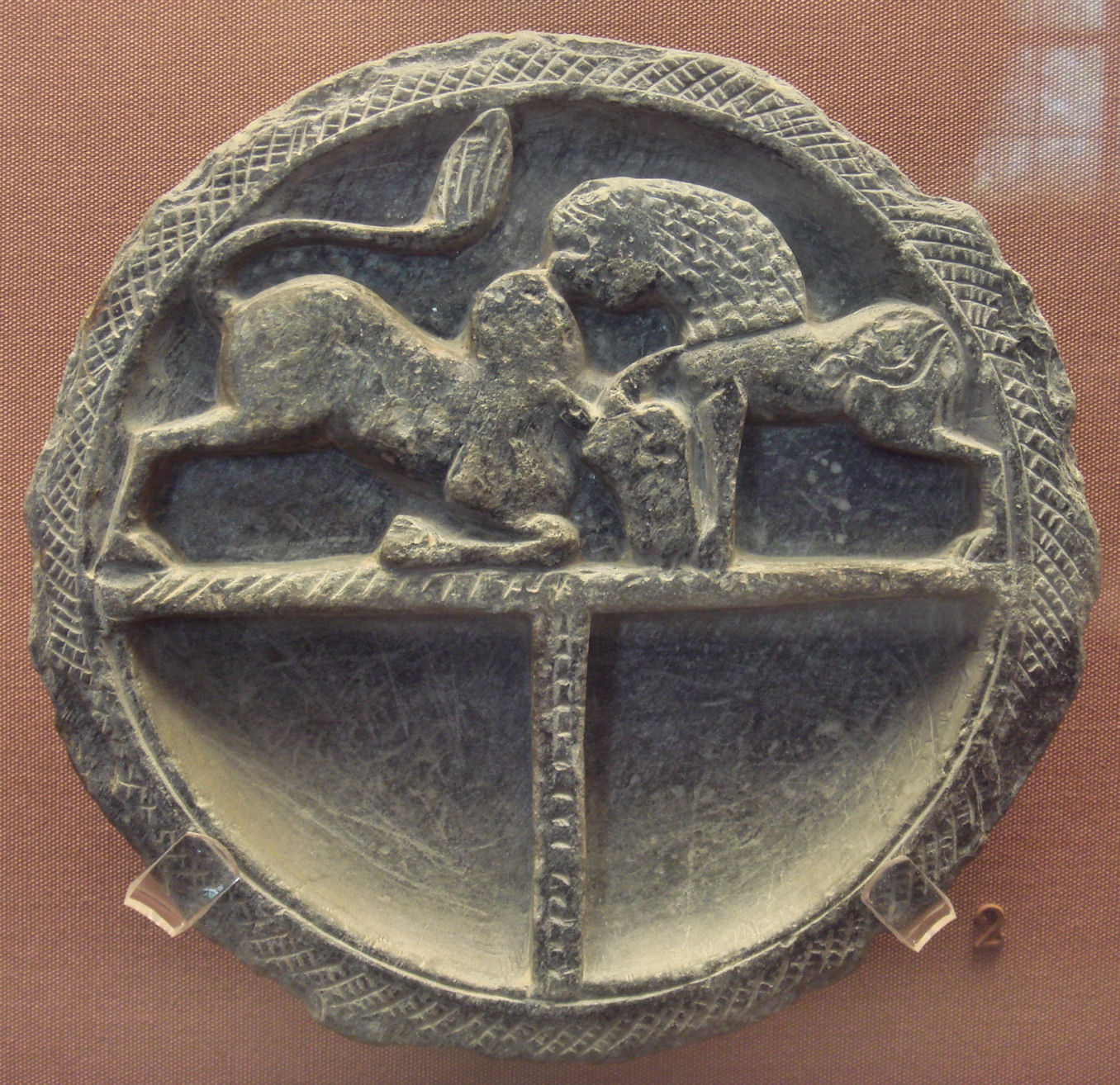
Animales luchando.
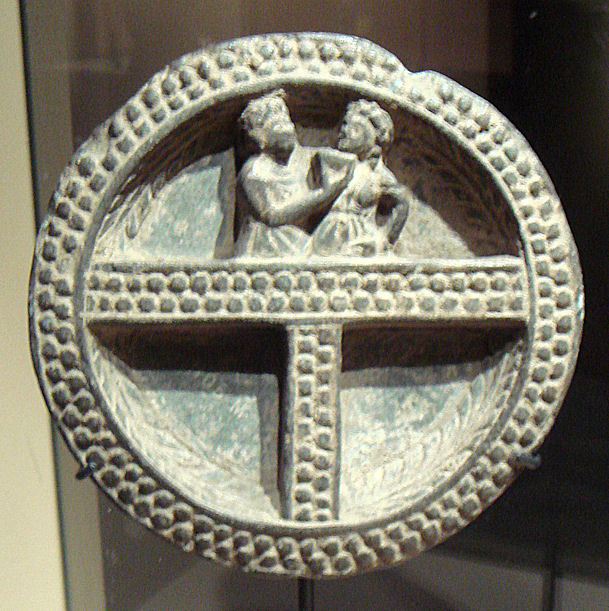
Pareja.

### Otras formas

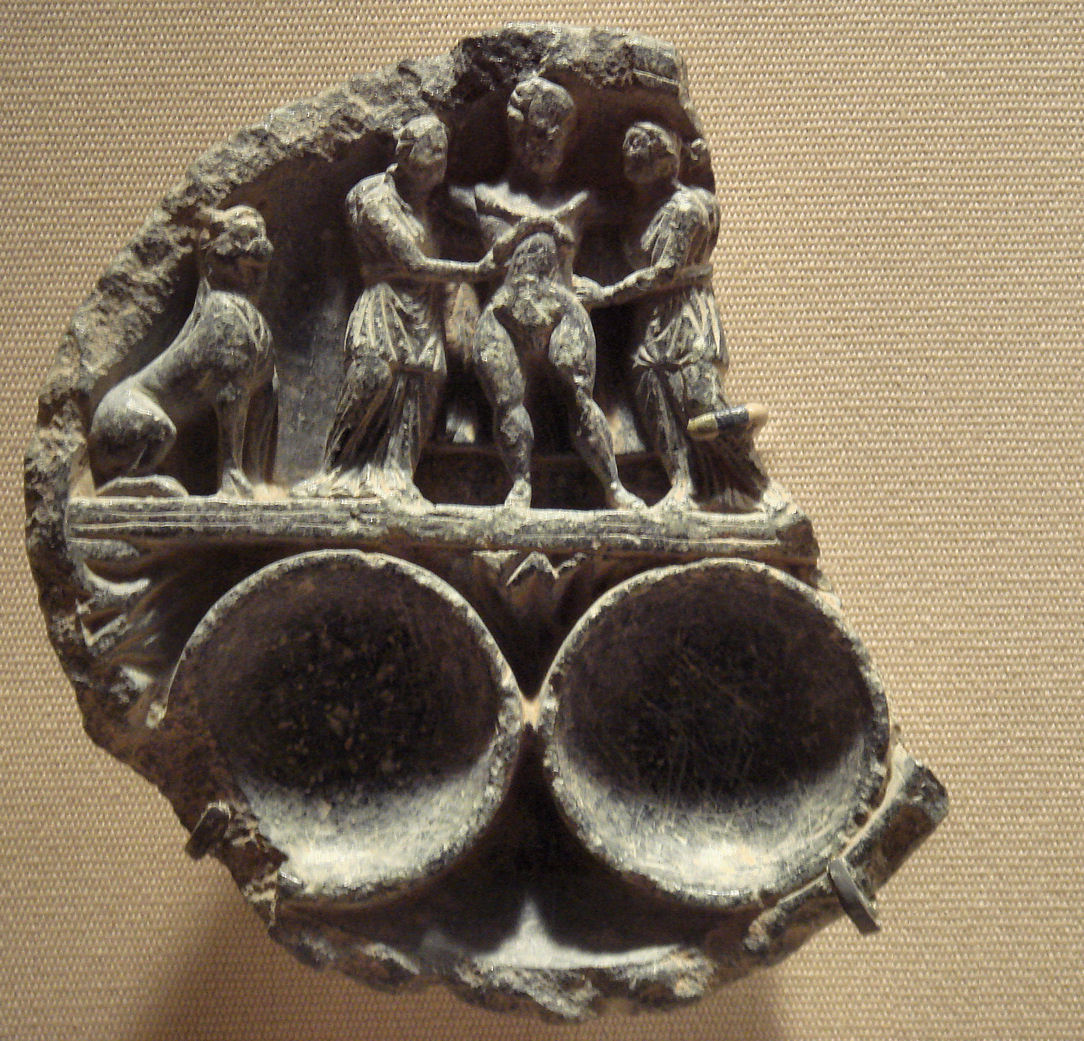
Heracles bebido.
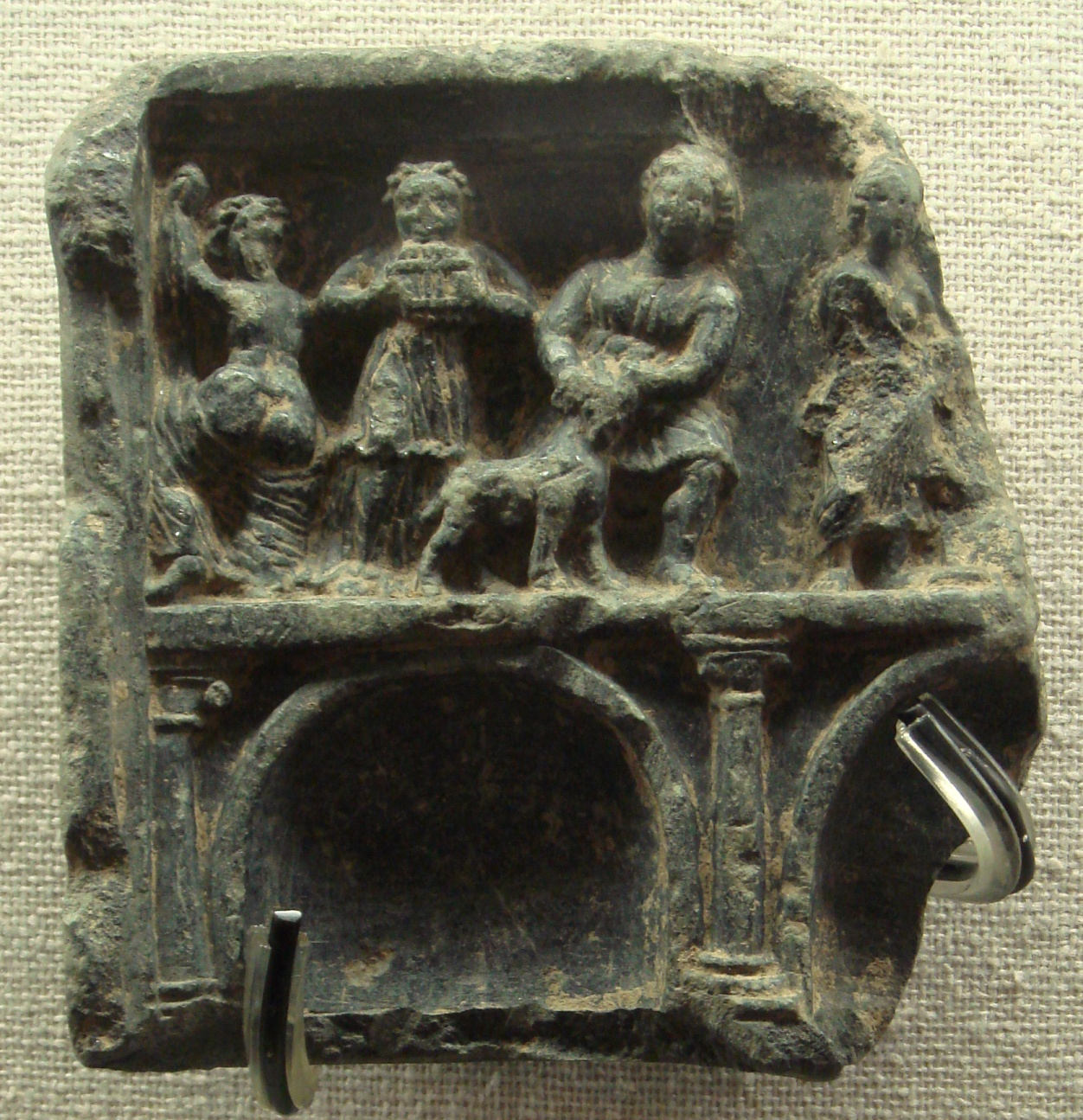
Festividades indogriegas.
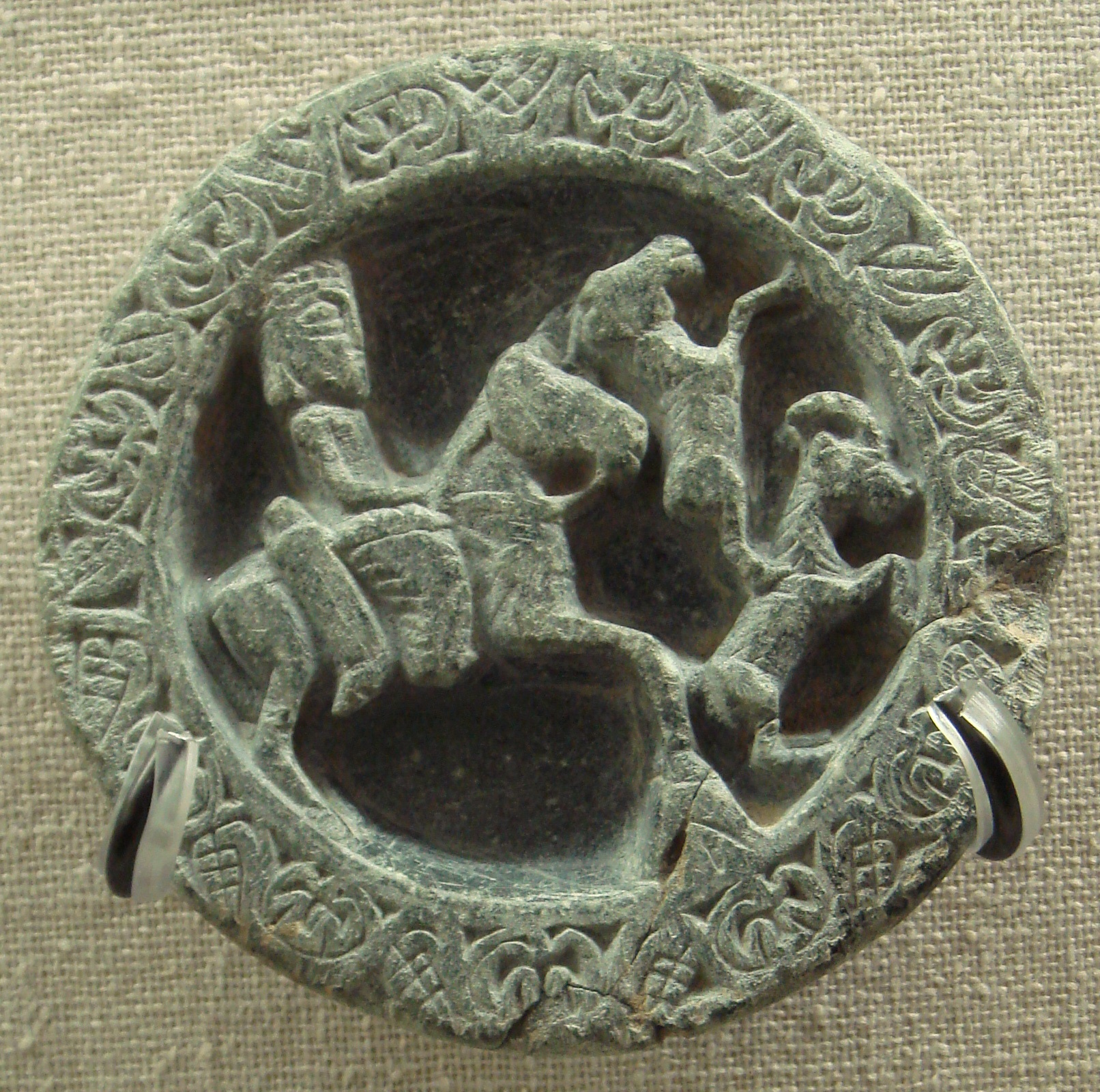
Hombre indoparto cazando.
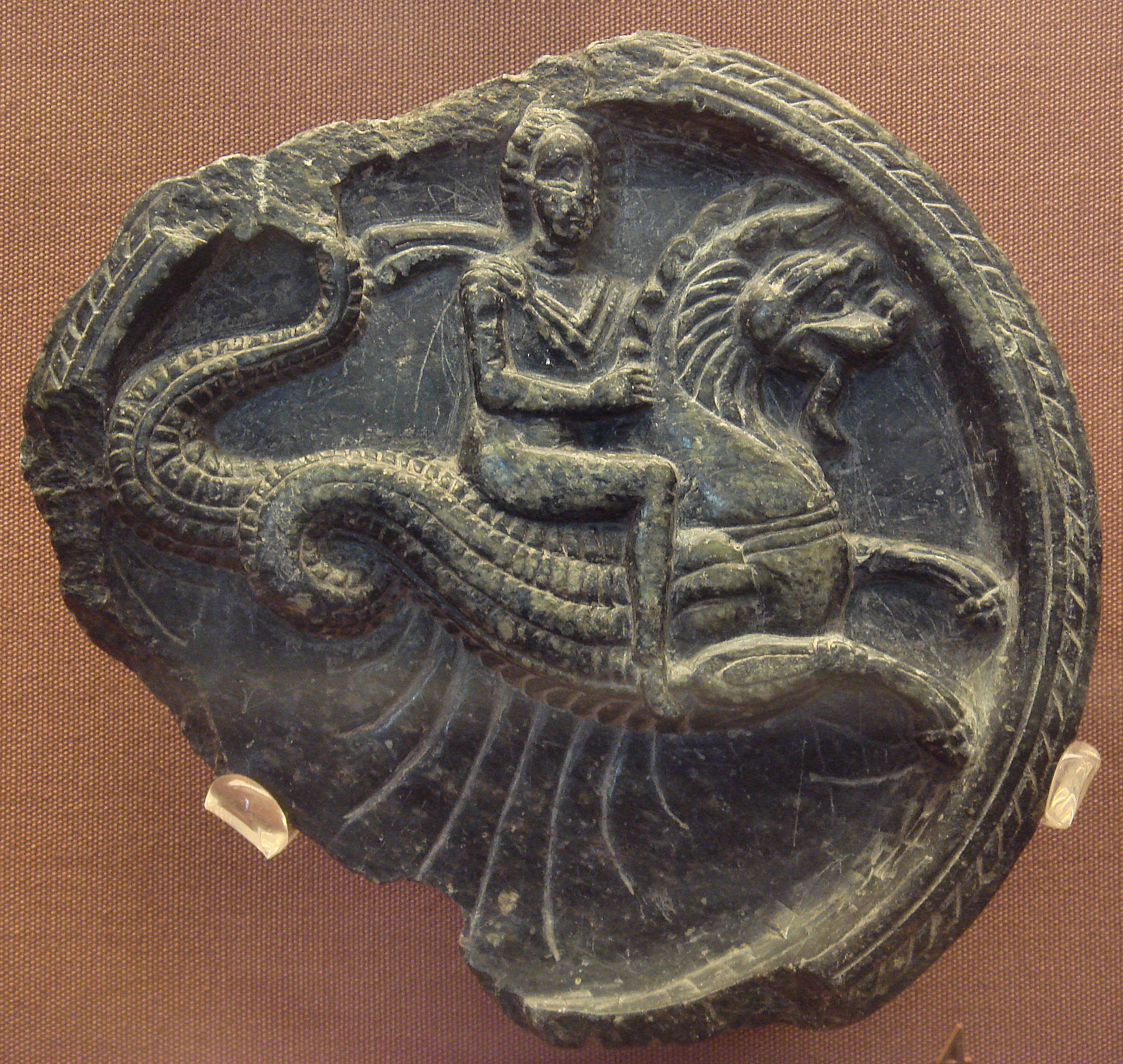
Hombre conduciendo el monstruo marino Keto.
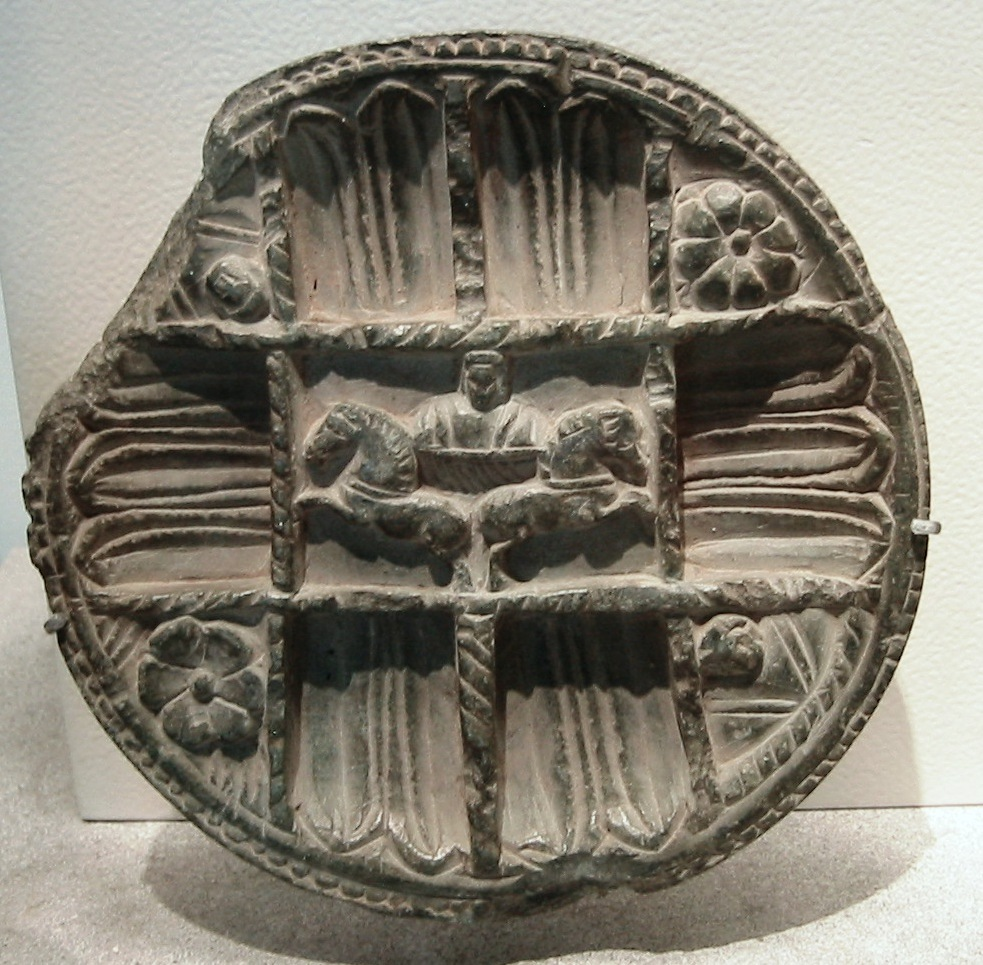
Surya, dios del Sol, o posiblemente Buda, conduciendo un carro.
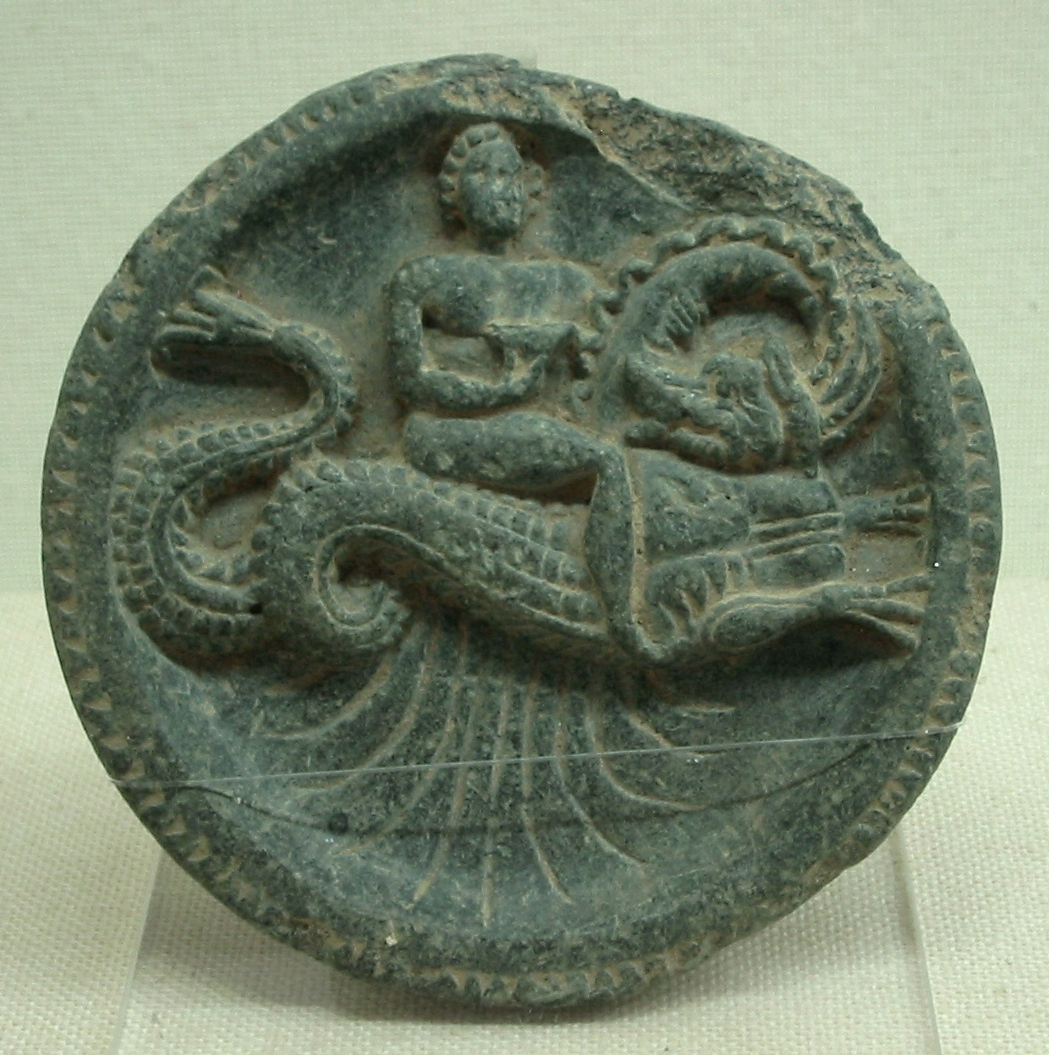
Hombre con una copa, conduciendo el monstruo marino Keto.
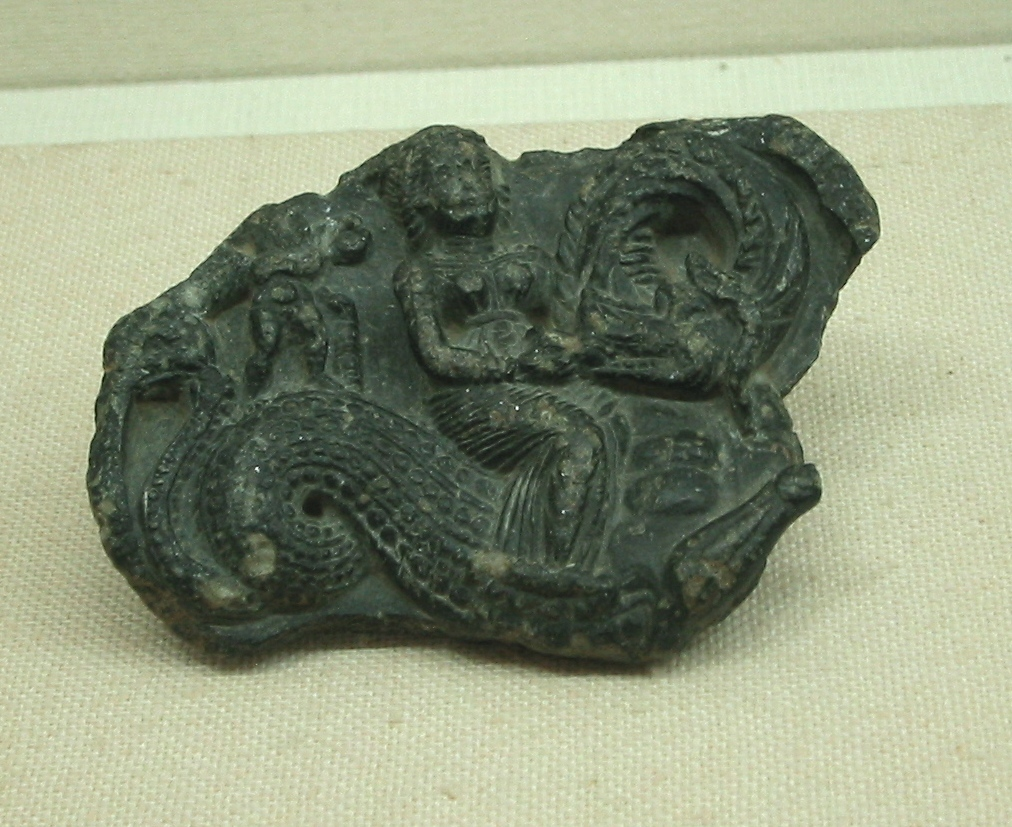
Mujeres con trajes griegos, conduciendo el monstruo marino Keto.
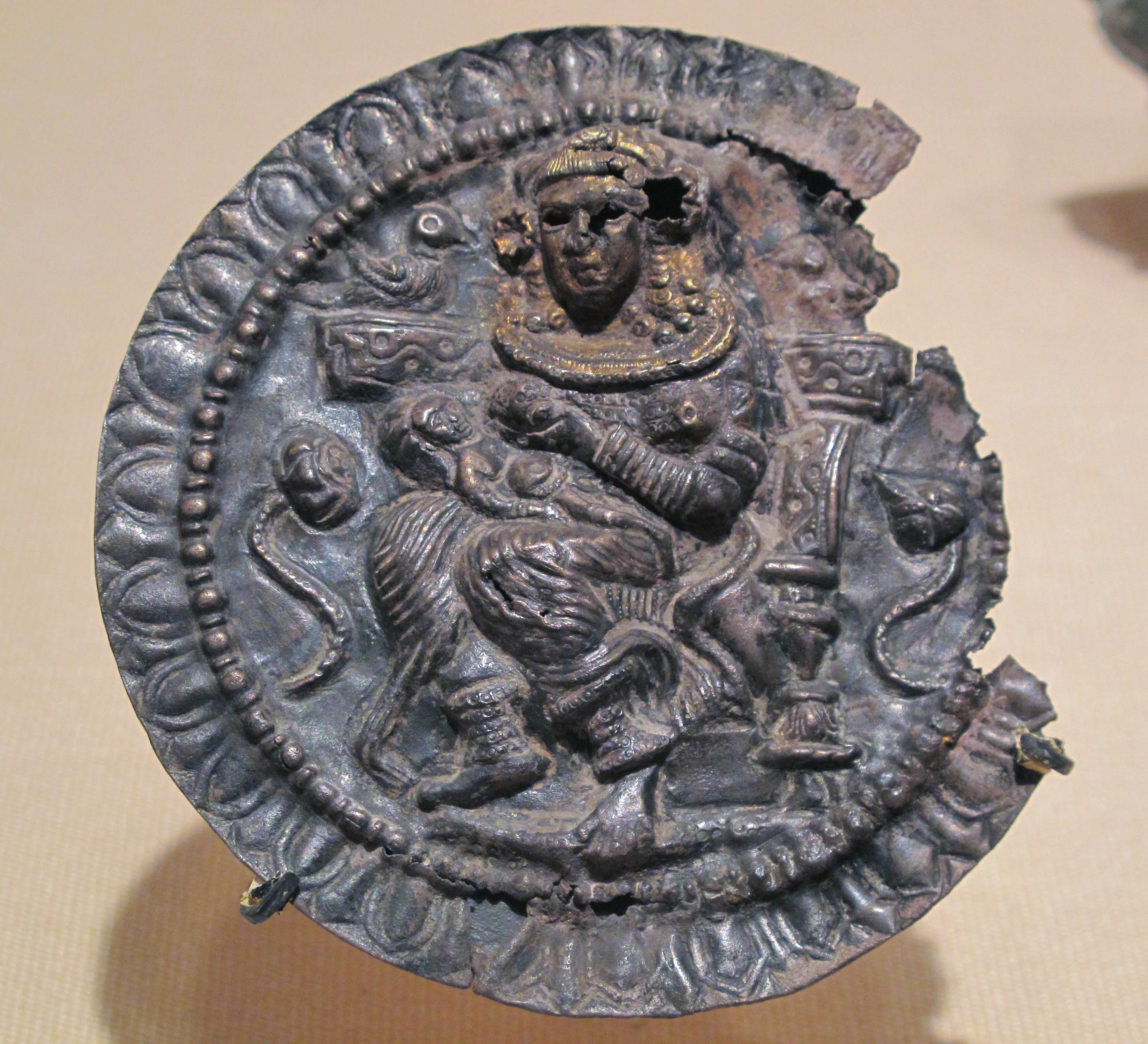
Paleta con la diosa Hariti.